# Свята Китайської Народної Республіки

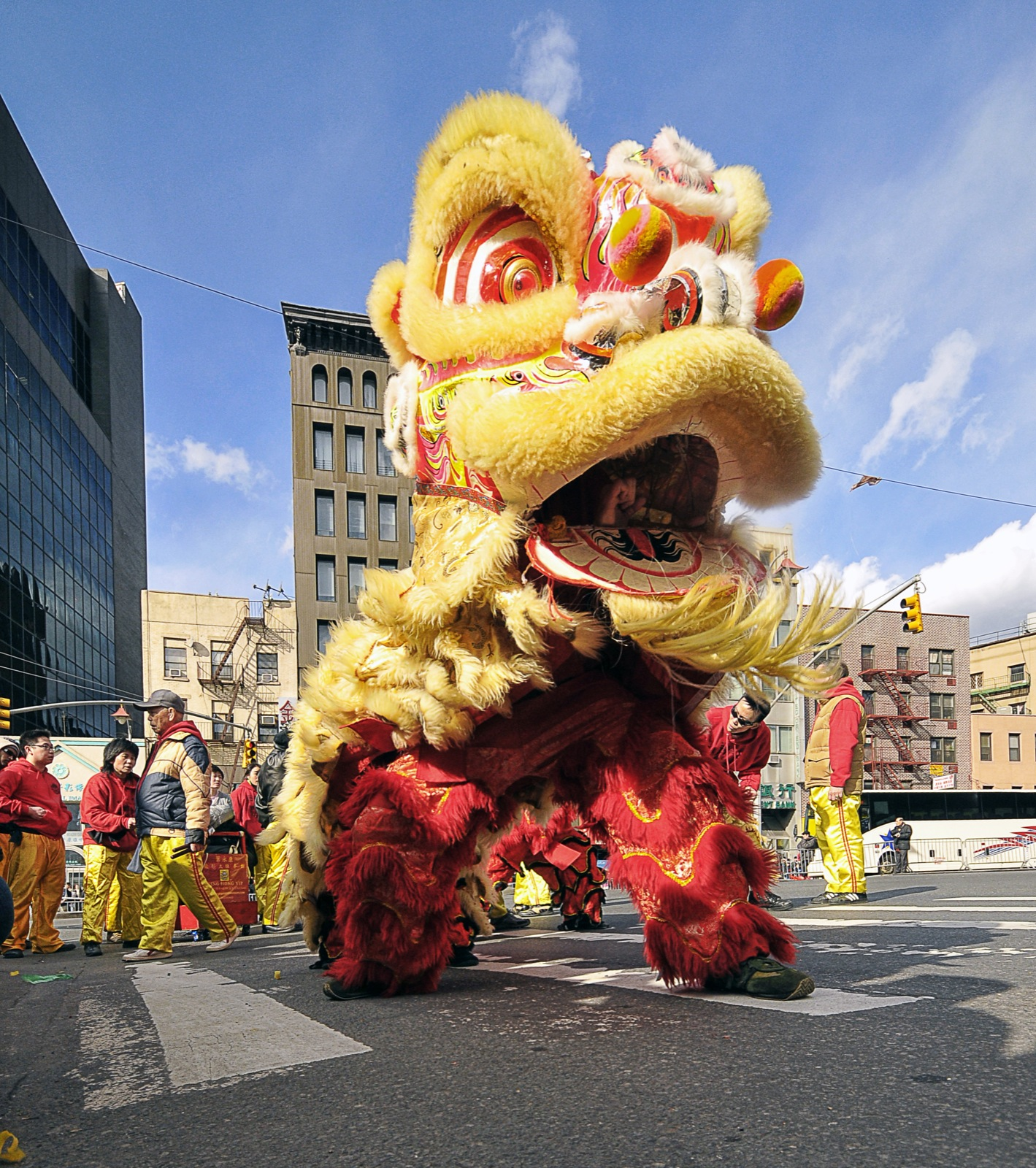
Святкування китайського Нового року.

У Китайській Народній Республіці існує безліч свят та фестивалів, як традиційних, так і запозичених.

## Загальнонаціональні свята
На офіційному рівні відзначається сім загальнонаціональних свят. Три з них відзначаються більше ніж один день, що у сумі дає 13 святкових днів на рік.
| Дата                                                        | Назва                                             | Місцева назва | Примітка |
| ----------------------------------------------------------- | ------------------------------------------------- | ------------- | --- |
| 1 січня                                                     | Новий рік                                         | 元旦          | Відзначається до 3 днів разом з найближчими вихідними.                                                                                        |
| останній день року та 1-3й день року за місячним календарем | Китайський Новий рік ("Весняний фестиваль" у КНР) | 春节          | Відзначається 8 днів з 2025 року. У 2020 році почалося з 24 січня, у 2021-му - з 11 лютого, у 2022 - з 31 січня                               |
| 4 або 5 квітня                                              | Цінмін                                            | 清明节        | Відзначається до 3 днів разом з найближчими вихідними.                                                                                        |
| 1 і 2 травня                                                | День праці                                        | 劳动节        | Відзначається до 5 днів разом з найближчими вихідними.                                                                                        |
| 5-й день 5-го місяця за місячним календарем                 | Свято човнів-драконів                             | 端午节        | Відзначається до 3 днів разом з найближчими вихідними. У 2020 році припадає на 25 червня, у 2021-му - на 14 червня, у 2022 - на 3 червня      |
| 15-й день 8-го місяця за місячним календарем                | Свято середини осені                              | 中秋节        | Відзначається до 3 днів разом з найближчими вихідними. У 2020 році припадає на 1 жовтня, у 2021-му - на 21 вересня, у 2022-му - на 10 вересня |
| 1 — 3 жовтня                                                | День утворення КНР                                | 国庆节        | Відзначається 7 днів (8 у разі випадіння на 1 — 7 жовтня свята Середини осені)                                                                |

Якщо святковий день припадає на вихідний, то за законодавством він переноситься на наступний робочий день. Так само і якщо два свята збіглися в часі (День середини осені може випасти на 1, 2, 3 жовтня), наступний день є святковим. День утворення КНР і Китайський новий рік відзначаються не три дні, а цілий тиждень, оскільки три святкові дні об'єднуються з вихідними днями шляхом перенесень вихідних та робочих днів. Такі свята називають «Золотими тижнями». Цю практику було встановлено у 2000 році. До 2008 року триденним святом, яке формувало свій «золотий тиждень», також був День праці. У 2008 році він став одноденним святом, натомість було додано три традиційні китайські свята. З 2025 року було додано один день до Весняного фестивалю та до Першотравня
Якщо одноденне свято випало на вівторок або четвер, неробочими днями оголошуються відповідно понеділок чи п'ятниця за рахунок найближчої суботи або неділі.

## Свята для окремих груп населення
| Дата      | Назва                    | місцева назва | Примітка                                         |
| --------- | ------------------------ | ------------- | ------------------------------------------------ |
| 8 березня | Міжнародний жіночий день | 国际妇女节    | Скорочений робочий день.                         |
| 4 травня  | День молоді              | 青年节        | Скорочений робочий день.                         |
| 1 червня  | Всесвітній день дитини   | 六一儿童节    | Відзначається 1 день.                            |
| 1 серпня  | День народження НВАК     | 建军节        | Скорочений робочий день для військовослужбовців. |

## Святковий календар

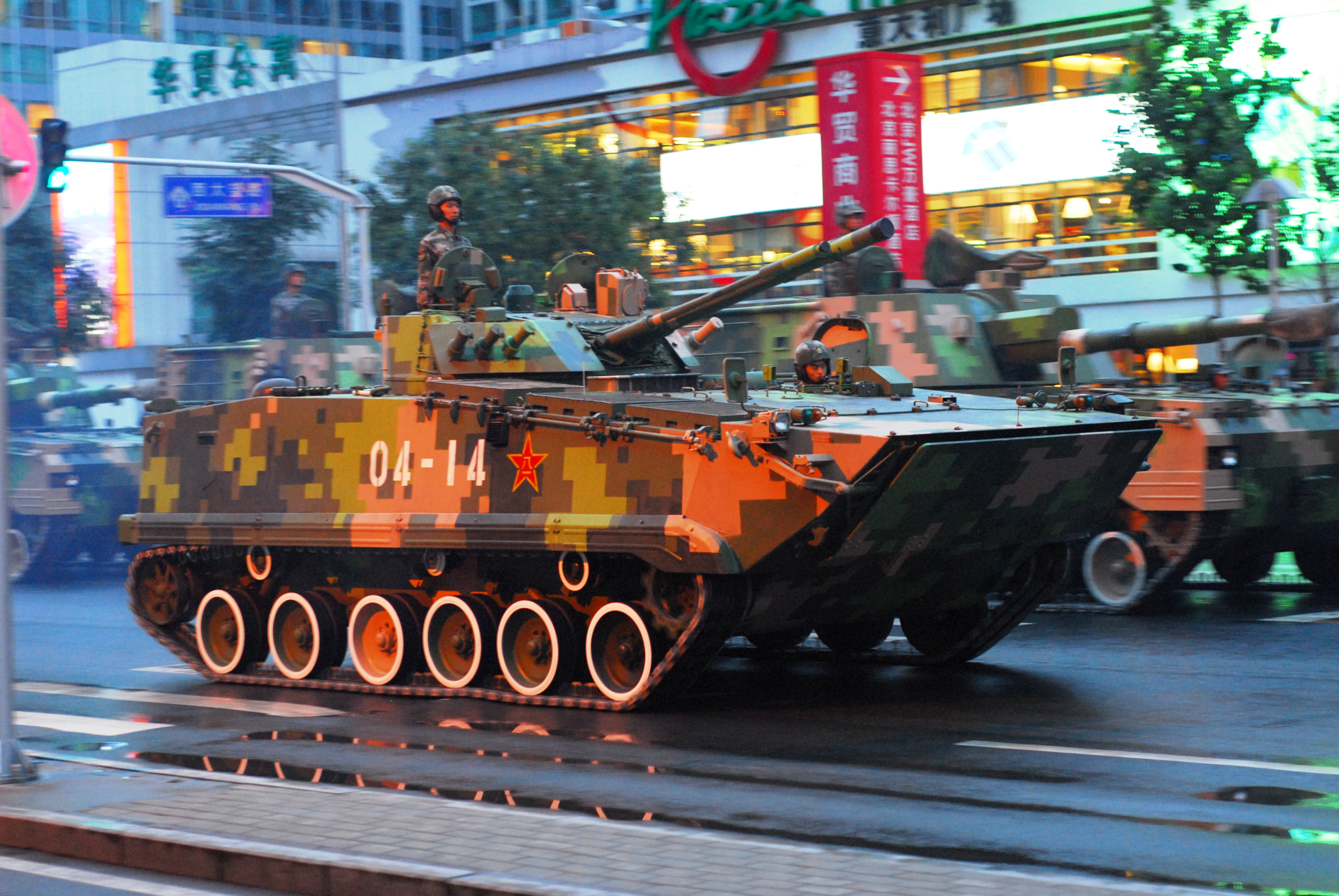
БМП їдуть на парад з нагоди 60-ї річниці утворення КНР

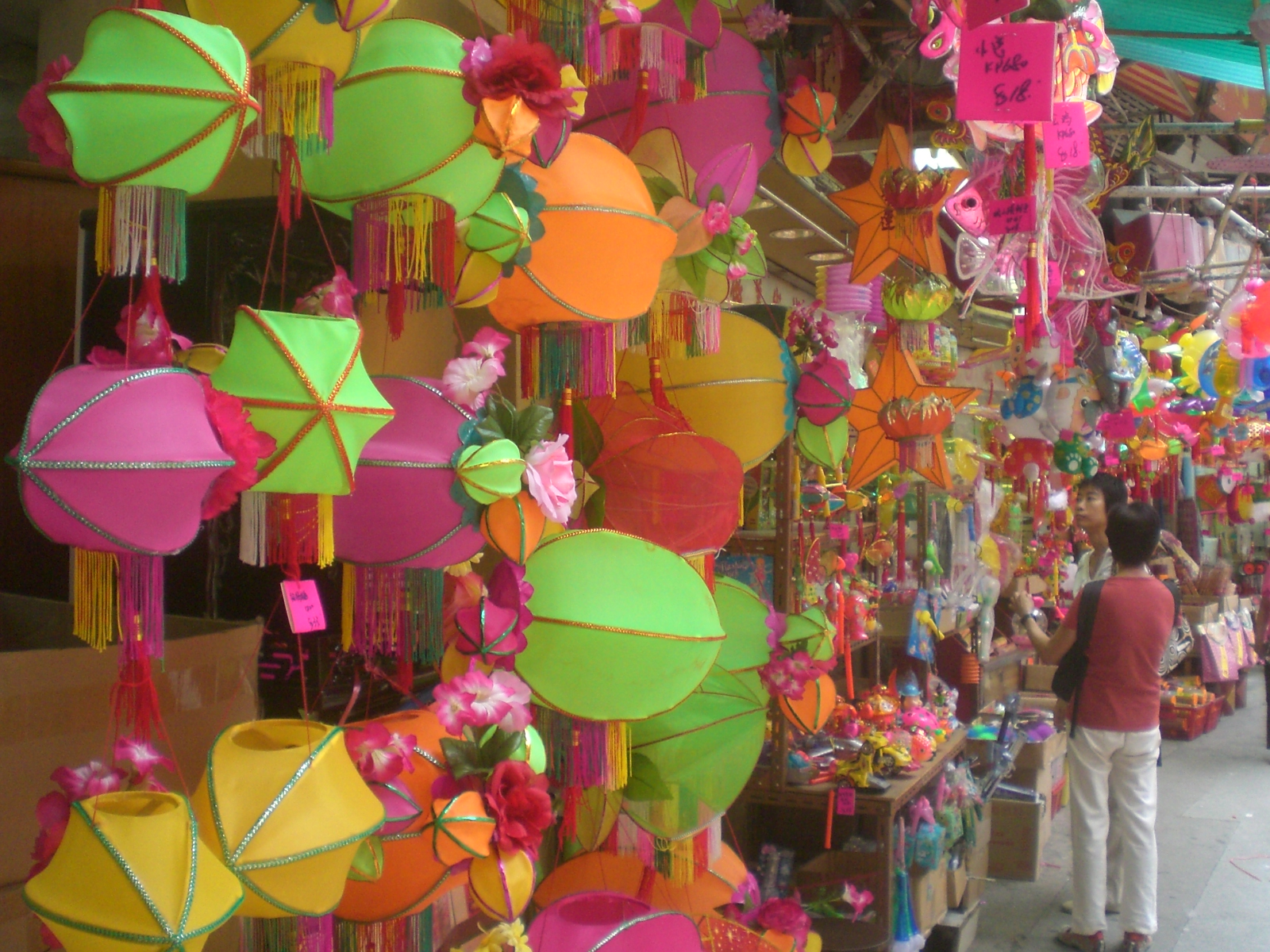
Свято середини осені.

- 1 січня — Новий рік.
- 8 березня — Міжнародний жіночий день.
- 12 березня — День саджання дерев у Китаї.
- 1 травня — День праці.
- 4 травня — День молоді.
- 1 червня — Всесвітній день дитини.
- 1 липня — День заснування комуністичної партії Китаю
- 11 липня — День моря (в честь мореплавця Чжен Хе).
- 1 серпня — День народження НВАК.
- 3 вересня — День перемоги над мілітаристською Японією (з 1945 року).

- 1 жовтня — День утворення КНР.
- 11 листопада — День холостяків.
- 13 грудня — День Скорботи і Пам'яті (Різанина в Нанкіні, 1937).
- 1-й день місячного календаря — Китайський новий рік.
- 15-й день 1-го місяця за місячним календарем — Свято ліхтарів.
- 2-й день 2-го місяця за місячним календарем — Фестиваль Лунтайтоу.
- 104-й день після зимового сонцестояння — Цінмін.
- 5-й день 5-го місяця за місячним календарем — Свято човнів-драконів.
- 7-й день 7-го місяця за місячним календарем — Цісіцзе.
- 15-й день 7-го місяця за місячним календарем — Свято привидів.
- 15-й день 8-го місяця за місячним календарем — Свято середини осені.
- 9-й день 9-го місяця за місячним календарем — Свято двох дев'яток.

## Свята автономних регіонів
У Китайській Народній Республіці існує ряд автономних регіонів різного рівня. Частина з них має власні свята на додаток до загальнодержавних. Для цих свят також діє система регулювання тривалості неробочого часу шляхом перенесення вихідних днів у разі збігу вихідних і святкових днів та перенесення робочих днів.
| Регіон                                                           | Назва                                      | Місцева назва    | Дата                                                                     | Тривалість, днів | Примітка |
| ---------------------------------------------------------------- | ------------------------------------------ | ---------------- | ------------------------------------------------------------------------ | ---------------- | --- |
| Тибетський автономний район                                      | Тибетський Новий рік                       | 藏历新年         | Тибетський календар: 1-й - 3-й день 1-го місяця                          | 3                | Разом з вихідними (в тому числі перенесеними) триває 7 днів ("золотий тиждень"). Якщо збігається з китайським Новим роком, 3 дні додаються після нього 2020: 23 - 25 лютого (вихідні 23 - 29 лютого, робочі дні 22 лютого (субота) та 1 березня (неділя) 2021: 12 - 14 лютого (вихідні 18 - 20 лютого) |
| Тибетський автономний район                                      | Шотон                                      | 雪顿节           | Тибетський календар: 30-й день 6-го місяця - 2-й день 7-го місяця        | 3                | Разом з вихідними (в тому числі перенесеними) триває 7 днів ("золотий тиждень"). 2020: 19 - 21 серпня (вихідні 19-25 серпня, робочі дні 16 серпня (неділя) та 29 серпня (субота) 2021: 8 - 10 серпня (вихідні 8-14 серпня, робочі дні 7 серпня (субота) та 15 серпня (неділя) |
| Синцзян-Уйгурський автономний район                              | Свято розговіння (Ураза-байрам)            | 开斋节           | Ісламський календар: 1-й день 10-го місяця (1 Шавваль)                   | 1                | Відзначається до 3 днів разом з найближчими вихідними. 2020: 25 травня (вихідні 23 - 25 травня), 2021: 14 травня (вихідні 14 - 16 травня) |
| Синцзян-Уйгурський автономний район                              | Свято жертвопринесення (Курбан-байрам)     | 古尔邦节         | Ісламський календар: 10-й - 12-й день 12-го місяця (10 - 12 Зуль-Хіджжа) | 3                | Відзначається до 5 днів разом з найближчими вихідними. 2020: 30 липня - 1 серпня (вихідні 30 липня - 3 серпня), 2021: 20 - 22 липня |
| Нінся-Хуейський автономний район                                 | Свято розговіння (Ураза-байрам)            | 开斋节           | Ісламський календар: 1-й - 2-й день 10-го місяця (1-2 Шавваль)           | 2                | Відзначається до 4 днів разом з найближчими вихідними. 2020: 25-26 травня та попередні вихідні 23-24 травня, 2020: 13-14 травня та наступні вихідні 15-16 травня |
| Нінся-Хуейський автономний район                                 | Свято жертвопринесення (Курбан-байрам)     | 古尔邦节         | Ісламський календар: 10-й - 11-й день 12-го місяця (11 - 12 Зуль-Хіджжа) | 2                | Відзначається до 4 днів разом з найближчими вихідними. 2020: 30-31 липня та наступні вихідні 1-2 серпня, 2021: 19-20 липня та попередні вихідні 17-18 липня |
| Гуансі-Чжуанський автономний район                               | Фестиваль Шанґсі                           | 壮族三月三       | Китайський календар: 3-й - 4-й день 3-го місяця                          | 2                | Відзначається до 4 днів разом з найближчими вихідними. 2020: 26-27 березня та вихідні 28-29 березня, 2021: 14-15 квітня (вихідні 14 - 17 квітня, 18 квітня, неділя, робочий день |
| Яньбань-Корейська автономна префектура (провінція Цзілінь)       | Річниця заснування автономної префектури   | 自治州成立纪念日 | Григоріанський календар: 3 вересня                                       | 1                | Якщо випадає на вівторок, середу чи четвер, робочі дні не переносяться |
| Енші-Туцзя-Мяо автономна префектура (провінція Хубей)            | Річниця заснування автономної префектури   | 自治州成立纪念日 | Григоріанський календар: 19 серпня                                       | 2                | Другий день (18 чи 20 серпня) визначається залежно від конфігурації вихідних днів. 2020: 19-20 серпня (19-22 серпня, робочий день 23 серпня, неділя), 2020: 19-20 серпня, без коригування |
| Сянсі-Туцзя-Мяо автономна префектура (провінція Хунань)          | Новий рік Туцзя                            |                  | Китайський календар: Передостанній день 12-го місяця                     | 1                | Відзначається напередодні Китайського Нового року 2020: |
| Сянсі-Туцзя-Мяо автономна префектура (провінція Хунань)          | Річниця створення автономної префектури    | 自治州成立纪念日 | Григоріанський календар: 20 вересня                                      | 2                | Другий день (19 чи 21 вересня) визначається залежно від конфігурації вихідних днів. |
| Нгава-Тибетсько-Цянська автономна префектура (провінція Сичуань) | Тибетський Новий рік                       | 藏历新年         | Китайський календар: 7 - 9 день 1-го місяця                              | 3                | Відзначаються разом з китайським Новим роком (6 днів додаються після свята). Увесь святковий період може сягати 16 днів. 2020: 24 січня - 8 лютого, серед них 25-27 січня Китайський Новий рік, 31 січня - 2 лютого Тибетський Новий рік, 3-5 лютого - річниця заснування держави, 28, 29 січня та 6 лютого - компенсаційні вихідні, 24 січня та 7 лютого - перенесені вихідні (з 19 січня та з 9 лютого) |
| Нгава-Тибетсько-Цянська автономна префектура (провінція Сичуань) | Річниця заснування держави                 | 建州纪念日       | Китайський календар: 10 - 12 день 1-го місяця                            | 3                | Відзначаються разом з китайським Новим роком (6 днів додаються після свята). Увесь святковий період може сягати 16 днів. 2020: 24 січня - 8 лютого, серед них 25-27 січня Китайський Новий рік, 31 січня - 2 лютого Тибетський Новий рік, 3-5 лютого - річниця заснування держави, 28, 29 січня та 6 лютого - компенсаційні вихідні, 24 січня та 7 лютого - перенесені вихідні (з 19 січня та з 9 лютого) |
| Нгава-Тибетсько-Цянська автономна префектура (провінція Сичуань) | Новий рік Цян                              | 羌历新年         | Китайський календар: 1 - 3 день 10-го місяця                             | 3                | Відзначається до 5 днів разом з найближчими вихідними. 2020: 15-17 листопада (14-18 листопада) |
| Ганзі-Тибетська автономна префектура (провінція Сичуань)         | Тибетський Новий рік                       | 藏历新年         | Китайський календар: 7 - 9 день 1-го місяця                              | 3                | Відзначається разом з китайським Новим роком (обидва свята послідовно формують два "золоті тижні" загальною тривалістю 14-15 днів). 2020: 24 січня - 7 лютого, робочі дні 11 січня (субота), 18 січня (субота), 19 січня (неділя), 8 лютого (субота), 9 лютого (неділя) |
| Ганзі-Тибетська автономна префектура (провінція Сичуань)         | Національний фестиваль єдності та прогресу | 民族团结进步节   | Григоріанський календар: 16 вересня                                      | 1                | Дата може бути змінена для поєднання з вихідними. 2021: 18 вересня (субота), робочий день у решті Китаю, тому без компенсації вихідного |
| Ганзі-Тибетська автономна префектура (провінція Сичуань)         | Фестиваль Цзяньчжоу                        | 建州节           | Григоріанський календар: 24 листопада                                    | 3                | Інші два дні додаються до чи після 24 листопада з урахуванням конфігурації вихідних 2020: 23 - 25 листопада, пристосовано до попередніх вихідних |
| Ляншань автономна префектура (провінція Сичуань)                 | Фестиваль факелів                          | 火把节           | Китайський календар: 24 - 26 день 6-го місяця                            | 3                | Формує "золотий тиждень" 2020: 13 - 19 серпня, робочі дні 9 і 22 серпня |
| Ляншань автономна префектура (провінція Сичуань)                 | Річниця створення автономної префектури    | 自治州成立纪念日 | Григоріанський календар: 1 жовтня                                        | 1                | Через збіг з Національним днем вихідний завжди надається 8 чи 9 жовтня |
| Ляншань автономна префектура (провінція Сичуань)                 | Новий рік національності Ї                 | 彝族年           | Григоріанський календар: 20 листопада                                    | 3                | Формує "золотий тиждень" 20 - 26 листопада 2020: робочі дні 28 і 29 листопада |